# Archelaos I.
Archelaos nebo Archeláos (starořecky Ἀρχέλαος) byl král Makedonie vládnoucí v letech 413 – 399 před naším letopočtem, Archelaos přestěhoval hlavní město do Pelly, svoji zemi helenizoval a konsolidoval.
Archelaos I. byl synem a nástupcem makedonského krále Perdikka II. Archelaův nástup na trůn se nevyhnul krveprolití. Jeho otec, Perdikkas, v minulosti sesadil z trůnu svého bratra Alketa II., který měl spolu se svým synem Alexandrem také v úmyslu vládnout. Archelaos je proto dal zavraždit. Pak se zbavil i nevlastních bratří a oženil se s vdovou po otci Kleopatrou, se kterou měl později dvě dcery a syna Amynta.
V době, kdy se Archelaos ujal v Makedonii vlády, začala v Řecku závěrečná fáze peloponéské války (tzv. dekelejská válka), která se odehrávala převážně na moři. Po zdrcující námořní porážce Athén v Syrakusách byla většina athénských lodí zničena. V Aténách proto nastala velká poptávka po loďařském dřevě, což Archelaos využil a začal diktovat jeho cenu. V roce 410 př. n. l. získal Archelaos výměnou za dodávky dřeva pro rozšíření athénské flotily podporu athénských lodí při obléhání a dobytí přístavního města Pydny (od Pydny se obchodní lodě plavily po řece až do centra Makedonie).
Archelaos pak se rozhodl dobýt strategicky důležité makedonské území Lynkéstis, ležící na jižních hranicích Illyria a Paionie, který se snažil dobýt i jeho otec Perdikkas. Když došlo k válce, král Lynkéstidy Arrhabaios II. získal během bojů za spojence elimejského krále Sirrasa. Po dlouhé a nerozhodné válce nakonec Archelaos s nimi dosáhl mírovou dohodu, která byla potvrzena manželstvím Archelaa a Sirrasovy nejstarší dcery.
Po konsolidaci moci začal Archelaos řadu vnitřních reforem. Svou královskou rodinu přestěhoval z Aig do Pelly, na strategicky výhodnější místo, blíže k východním provinciím a k moři. Razil vysoce kvalitní mince. Řecký historik Thukydides uvádí, že dal stavět silnice, pevnosti, armádě zajistil koně, zbraně a výstroj lépe než kterýkoliv jiný král před ním. Pella doby krále Archelaa se stala centrem politického a kulturního života Makedonie. Pella byla spojena s Thermským zálivem v Egejském moři řekou Lydias, jež byla tepnou života tohoto města.
Archelaos ve svém novém paláci v Pelle, který vyzdobil jeden z nejslavnějších malířů starověku, Zeuxis, hostil slavné hudebníky, malíře, sochaře, básníky a dramatiky včetně Agathóna, Choirila a Euripida, který své tragédie Archelaos a Bakchantky napsal v Makedonii (pozval také athénského filosofa Sokrata, ale ten jeho pozvání odmítl). Archelaos severně od horského masivu Olymp ve městě Dion, založil náboženské slavnosti na počest nejvyššího boha Dia Olympského a devíti Múz (slavily se 9 dní, byly to první hry na cizí půdě, které by mohly být označeny jako olympijské). Konaly se tam hudební a sportovní soutěže s účastí největších umělců a sportovců starověkého Řecka. Také sám Archelaos dosáhl v Olympii na 93. hrách v roce 408 před naším letopočtem vítězství v  tethripponu a během této olympiády bylo jeho čtyřspřeží nejrychlejší i na pýtických hrách.
Podle historika Diodora Sicilského Archelaos zemřel v roce 399 před naším letopočtem na následky zranění způsobeného náhodným neštěstím při lovu (Plutarchos však uvádí, že ho zabil Krateas, jeho bývalý milenec). Je možné, že se stal obětí spiknutí, ale to nebylo prokázáno. Po jeho smrti došlo v Makedonii k období zmatků a hrozil její rozklad. Stát zachránil Filip II., který se v roce 359 př. n. l. zmocnil vlády.